# Blanca de Montferrat
Blanca de Montferrat o Blanca Paleòleg de Montferrat (Casale Monferrato, Montferrat 1472 - Torí, Savoia 1519) fou una princesa de Montferrat i duquessa consort de Savoia.

## Antecedents familiars
Va néixer el 1472 a la ciutat de Casale Monferrato, població que en aquells moments era la capital del Marquesat de Montferrat i que avui en dia forma part del Piemont, filla del marquès Guillem VIII de Montferrat i d'Elisabet Maria Sforza. Era neta per línia paterna de Joan Jaume de Montferrat i Joana de Savoia, i per línia materna de Francesc I Sforza i Blanca Maria Visconti.
Morí a la ciutat de Torí, que en aquells moments formava part del Ducat de Savoia, el 30 de març de 1519.

## Núpcies i descendents
Es casà l'1 de març del 1485 amb el duc Carles I de Savoia. D'aquesta unió nasqueren:
- Violant Lluïsa de Savoia (1487-1499), casada el 1496 amb el cosí del seu pare Filibert II de Savoia
- Carles II de Savoia (1490-1496), duc de Savoia

## Regència
A la mort del seu marit, ocorreguda el 1490, actuà de regent del seu fill acabat de néixer, Carles II de Savoia, fins al 1496. De caràcter fort i combatiu va trobar-se amb les reivindicacions dels familiars del seu marit, els quals adduïen els seus drets successoris per davant dels d'un infant acabat de néixer.
Durant la seva regència permeté l'entrada de les tropes del rei Carles VIII de França al seu territori en direcció al Regne de Nàpols (1494).
A la mort del seu fill, ocorreguda l'any 1496, es retirà de la vida pública.